# Ricky Koole
Ricky Koole (Delft, 11 september 1972) is een Nederlands actrice en zangeres.

## Biografie

### Jeugd
Koole werd geboren in het Zuid-Hollandse Delft en groeide op in Schipluiden, naast het pannenkoekenhuis van haar ouders. Later verhuisde het gezin naar Delft. Ze ging in Delft naar de middelbare school. Daar haalde ze eerst haar havo-diploma (1989) en ging daarna, omdat ze nog te jong was voor een theaterschool, door met het vwo. In 1991 behaalde ze haar vwo-diploma en verhuisde naar Amsterdam op negentienjarige leeftijd.
In 1995 studeerde Koole af aan de Academie voor Kleinkunst in Amsterdam.   

### Televisie en film
Vrij snel na haar afstuderen speelde Koole in de films De Jurk en De Kersenpluk. Ze werd voor beide rollen genomineerd voor een Gouden Kalf voor beste actrice.
Ze speelde een hoofdrol in de speelfilm Sonny Boy als Rika van der Lans en een van de hoofdrollen in de RTL 4-serie CMC. Verder was ze onder andere Noor in Verborgen Gebreken, Karin in Van God Los, de serie, en moeder van Remi in de jeugdserie Alleen op de wereld.
Later werd ze nog verschillende malen genomineerd voor prijzen als het Gouden Kalf voor haar rollen in Sonny Boy, Lek en Ochtendzwemmers.

### Theater en muziek
Koole speelde in verschillende theatervoorstellingen. In 1995 speelde ze in Niet Gesnoeid, met onder meer Karin Bloemen en Adelheid Roosen. Verder was ze onder andere Rachel Hazes in de musical Hij Gelooft in Mij.
In 2003 ging haar solovoorstelling 'Ricky Koole Zingt' in première. Een zelfgeschreven voorstelling met vier muzikanten. De liedjes (afkomstig van haar muzikale helden) zijn verschenen op haar CD Who's Suzy?.
Koole maakte meerdere solovoorstellingen en, samen met Leo Blokhuis, de muziekvoorstellingen Harmonium, Laagland, Buitenstaanders en New Orleans. Samen brachten ze ook meerdere verzamel-cd’s uit in de serie Songs we shouldn’t forget. Ze speelde en zong in het theater bij verschillende (muziek)theatergezelschappen, zoals Toneelgroep Amsterdam, Bloody Mary en de Toneelmakerij.
Ze bracht meerdere cd’s en singles uit: onder andere Ricky Koole With Ocobar (2017), No Use Crying (2013), Wind om het huis (2011), To The Heartland (2010).
Sinds begin 2012 organiseert Koole elk kwartaal de 'Dienst zonder God', in de Rode Hoed in Amsterdam. Een nieuw seizoen wordt dan ingeluid met zang, bezinning, een gelegenheidskoor en een toespraak.
Vanaf 22 augustus speelt Koole de rol van Koningin Wilhelmina in de musical Soldaat van Oranje. Deze rol deelt ze met Henriëtte Tol

### Radio
Van 2015 tot 2020 had ze een radioprogramma bij NH-radio, genaamd Ricky op Zondag.

### Boek
In 2018 bracht Koole het boek 'Toen kende ik de wereld nog niet' uit, met de mooiste uitspraken en beste vragen van haar zoon en schilderijen van eigen hand.

### Persoonlijk
Koole trouwde in 2012 met muziekjournalist Leo Blokhuis, samen hebben ze een zoon.

## Werk

### Films
- 1995: De Kersenpluk
- 1995: De Jurk
- 1996: Exit
- 1997: All Stars
- 1998: Kussen
- 1999: Suzy Q
- 1999: Total Loss
- 1999: Man, Vrouw, Hondje
- 1999: Kruimeltje
- 2000: Lek
- 2001: Ochtendzwemmers
- 2001: The Invisible Circus
- 2004: Test One Two
- 2004: Verdwaald
- 2005: Offers
- 2006: De Sportman van de Eeuw
- 2008: Wit Licht
- 2008: Linoleum
- 2011: Sonny Boy
- 2012: Kauwboy
- 2014: Alles mag (korte film)
- 2016: De Prinses op de Erwt: Een Modern Sprookje
- 2021: Captain Nova
- 2025: Dubbel zes

### Televisie
- 1998: Baantjer - Barbara (afl. De Cock en de moord in Club Shirley)
- 2000: Kussen (televisiefilm)
- 2000: De acteurs (televisieserie)
- 2000: Bij ons in de Jordaan (miniserie)
- 2001: Wilhelmina (miniserie)
- 2005: Super Robot Monkey Team Hyperforce Go! (als stemactrice)
- 2006: Spoorloos verdwenen (televisieserie)
- 2007: Grijpstra & De Gier (afl. 4.06 )
- 2007: Doe maar normaal (komische quiz), vast panellid seizoen 1
- 2007: Gooische Vrouwen (televisieserie)
- 2009: Verborgen Gebreken (serie op Net5)
- 2013: Zusjes (televisieserie) - Sonja Saarloos
- 2013: De man met de hamer (serie op RTL 4)
- 2014: Heer & Meester (serie op Ned. 1)
- 2014: Bureau Raampoort (miniserie op SBS6)[2]
- 2016: CMC - directrice Cleo de Waard
- 2016: Alleen op de wereld - moeder van Remi
- 2017: Suspects
- 2017: Van God los - Karin (afl. Kerstkado)
- 2018: Centraal Medisch Centrum - directrice Cleo de Waard
- 2020: Oogappels - decaan
- 2020: Kerstgezel.nl - Simone
- 2022: Diepe Gronden - Vera van Kessel
- 2022, 2024: Ten minste houdbaar tot - Anna
- 2022: Weet Ik Veel (Nederland) - Kandidaat
- 2023: The Connection - Kandidaat
- 2023: De Troubadours - zichzelf
- 2024: Sinterklaasjournaal - ambulancemedewerker

### Theater
- 1994: De Spaanse Hoer
- 1995: Niet Gesnoeid
- 1996: 1,2,3 en 4
- 1997: Om de liefde van Laurentia
- 1997: Loslopende Vrouwen
- 1998: NewYorkers
- 1998: Kussen
- 1999: Wild Grrrl
- 2000: Play Back
- 2000: De Magie van het kwaad
- 2000: Zwaargewicht
- 2001: Con Amore
- 2001: De Vaginamonologen
- 2001: Othello
- 2002: Wereldwijven
- 2003: Bombsong
- 2003: Ricky Koole Zingt
- 2005: De GVR
- 2005: She Got Game 3
- 2005: Waarom vloog je van ons heen in je jetplane?
- 2006: Hof van Haile
- 2007: Spell M-A-N
- 2007 en 2009: Harmonium
- 2008: Batte
- 2010: Laagland
- 2010: She Got Game XL
- 2012-2014: Hij Gelooft in Mij
- 2014: Buitenstaanders
- 2014: The Broken Circle Breakdown
- 2015: Whatever Happened to Christmas
- 2016: New Orleans
- 2019-2020: Frank en Ricky hebben de blues, samen met Frank Lammers
- 2022: Volkstuin Complex
- 2025 - 2026: Soldaat van Oranje

## Discografie

### Albums
| Album met eventuele hitnotering(en) in de Nederlandse Album Top 100 | Datum van verschijnen | Datum van binnenkomst | Hoogste positie | Aantal weken | Opmerkingen |
| ------------------------------------------------------------------- | --------------------- | --------------------- | --------------- | ------------ | ----------- |
| Who's Suzy                                                          | 2004                  | -                     |                 |              |             |
| Ricky Koole                                                         | 2007                  | -                     |                 |              |             |
| Harmonium Live                                                      | 29-01-2009            | 28-02-2009            | 97              | 1            | Livealbum   |
| To The Heartland                                                    | 22-01-2010            | 30-01-2010            | 18              | 9            |             |
| Wind Om Het Huis                                                    | 13-10-2011            | 22-10-2011            | 15              | 2            |             |
| No Use Crying                                                       | 06-01-2014            | 11-01-2014            | 26              | 8            |             |
| Ricky Koole With Ocobar                                             | 06-10-2017            | -                     |                 |              |             |